# Madeleine Mode
Die Madeleine Mode GmbH ist ein 1978 in Mittelfranken gegründetes Unternehmen, welches Mode und Accessoires vertreibt. Die Produkte werden in Deutschland, Frankreich, Österreich, der Schweiz, den Niederlanden, Großbritannien, Belgien und den USA angeboten. Madeleine Mode gehörte bis Ende 2023 zur TriStyle Group, zu der auch der Spezialversender Peter Hahn (Winterbach) gehört und die von dem Private-Equity-Investor Equistone gehalten wird.

## Geschichte
Im Juli 1977 stellte ein Team von drei Personen in der damaligen Quelle-Gruppe die erste Kollektion für Madeleine zusammen, dessen Name sich durch die Tochter Madeleine der Initiatoren Grete und Gustav Schickedanz ergab. Mit der Gründung der „Madeleine Mode Versand AG“ mit Firmensitz in St. Gallen in der Schweiz ist die Mode von Madeleine seit 1989 auch in der Schweiz erhältlich. 1991 wurde die erste Madeleine-Filiale in Nürnberg eröffnet. Anschließend wurde 1992 auch in St. Gallen die erste Filiale außerhalb Deutschlands eröffnet. Es folgten Firmengründungen 1992 in Österreich als Madeleine Mode GmbH und 1999 in Frankreich als Madeleine S.A.
Im Februar 1999 ging Quelle (Primondo Specialty Group GmbH) eine gleichberechtigte Partnerschaft mit dem Unternehmer Klaus Wirth (Wirth Beteiligungs GmbH) unter dem Namen TriStyle ein, in der verschiedene Spezialversender zusammengefasst wurden, darunter Madeleine. TriStyle übernahm 51 Prozent der Firmenanteile und Wirth wurde deren Geschäftsführer.
Die deutsche Firmenzentrale wurde 2001 nach Zirndorf bei Fürth verlagert. Seit 2001 bietet das Unternehmen seine Artikel auch im Internet an.
Seit 2007 ist die Mode von Madeleine auch in Belgien erhältlich, 2008 folgten die Niederlande und Großbritannien. Im Jahr 2013 feierte Madeleine 35-jähriges Jubiläum.
Im Jahr 2015 übernahm Equistone die Mehrheit der Anteile an TriStyle, zu denen auch der in Stuttgart ansässige Textilhändler Peter Hahn gehörte, mit den Markenrechten an Basler Fashion. Die anderen Teile übernahm das bestehende Management.
Im Januar 2021 hat das Modehaus offiziell verkündet, ab der Wintersaison 2021/2022 endgültig aus dem Pelzgeschäft auszusteigen.
Am 14. August 2023 stellte das Unternehmen Antrag auf ein Sanierungsverfahren in Eigenverwaltung, dem das zuständige Amtsgericht Fürth zustimmte. Die Geschäftsführerin Daniela Angerer war Presseangaben zufolge bis zuletzt optimistisch, allerdings meldete das Unternehmen am 7. November 2023 das endgültige Aus von Modeleine Mode zum 31. Dezember 2023. Allen verbliebenen 230 Beschäftigten am Stammsitz in Zirndorf wurde zum Ende des Jahres gekündigt, der Betrieb wurde komplett eingestellt.
Zum 8. Januar 2024 startete der Verkauf erneut, nachdem das Versandunternehmen Goldner GmbH die Markenrechte, der Domain, des Online-Shops und das Warenlager übernahm.

## Belege
1. ↑  https://www.equistonepe.de/newsdetail/equistone-erwirbt-peter-hahn-und-madeleine-mode/385
2. ↑  Modeunternehmen MADELEINE steigt aus dem Pelzgeschäft aus vom 21. Januar 2021 in Presseportal-schweiz.ch
3. ↑  https://www.presseportal.de/pm/120028/5580335
4. ↑  vnp: Keine Zukunft für Madeleine - Letzter Investor für Modehändler abgesprungen. In: Fürther Nachrichten vom 8. November 2023, S. 22 (Druckausgabe)
5. ↑  TextilWirtschaft: Aus für Madeleine. Online abgerufen am 7. November 2023 | 20:37 Uhr - online abrufbar
6. ↑  TextilWirtschaft: Mitbewerber kauft Madeleine. Online abgerufen am 8. Januar 2024 | 22:37 Uhr - online abrufbar